# Nationaal park Serra dos Órgãos
Serra dos Órgãos, in Nederlandstalige literatuur ook wel Orgelgebergte genoemd, is een nationaal park in het zuidoosten van Brazilië. Het beslaat een gebied van 110 km² en staat bekend om zijn onverwachts oprijzende rotspunten. Het werd als het derde park in Brazilië op 30 november 1939 opgericht met als doel het beschermen van het oerbos op de heuvelruggen en de waterbronnen in de regio. Het ligt in de deelstaat Rio de Janeiro bij Teresópolis en in de gemeentes van de steden Petrópolis, Magé en Guapimirim. De naam is waarschijnlijk afkomstig van Portugese migranten die dachten dat de rotstoppen leken op kerkorgels (órgãos).

## Topografie
De Serra dos Órgãos ligt circa 55 km ten noordwesten van de stad Rio de Janeiro aan de noordkant van de Baía de Guanabara. De bergketens maken deel uit van de grotere bergketen Serra do Mar. Met hoogtes tussen de 1500 en 2200 m behoren de toppen tot de hoogste punten van het land. Het gebied ligt gemiddeld 145 m boven zeeniveau.
Tot de hoogste toppen behoren:
- Escalavrado (1.300m)
- Dedo de Nossa Senhora (1.320m)
- Dedo de Deus (1.692m)
- Nariz do Frade (1.980m)
- Agulha do Diabo (2.250)
- Pedra do Papudo (2.234m)
- Pedra do Açu (2.236m)
- Pedra do Sino (2.263m)

## Geologie
Geologisch gezien is het gebied een gigantisch, uit gneis en graniet bestaand, paddenstoelvormig lichaam van dieptegesteente (batholiet). De imposante rotsformaties van Serra dos Órgãos zijn de door erosie vrijgelegde toppen van dit lichaam.
De gesteentes van de Serra dos Órgãos zijn circa 570 miljoen jaar geleden diep in de aardkorst gekristalliseerd. Deze fase van gesteentevorming wordt de Brasiliano event genoemd en is de laatste grote gebeurtenis in de ontstaansgeschiedenis van de Atlantische plaat tegen het einde van het Precambrium.
Het gebied is waarschijnlijk rond 60 miljoen jaar geleden omhoog gekomen, in dezelfde periode dat ook in de Andes opheffing plaatsvond.

## Klimaat
De temperatuur in de Serra dos Órgãos kan dalen tot 4 °C. De gemiddelde temperatuur op 1000 m is 17 °C. De relatieve luchtvochtigheid ligt gemiddeld tussen de 80 en 90%, maar kan 99% bereiken op grotere hoogtes.

## Vegetatie, flora en fauna
Tot 1800 m hoogte reikt de vegetatie van het Atlantisch bergregenwoud (Mata Atlântica). Daarboven begint een nagenoeg vegetatievrije zone, waarin er geen schuilplaats tegen weer en wind is en de temperaturen ’s nachts behoorlijk dalen. Voor bezoeken aan de waterval is de zuidelijke zomer het geschiktst, bergtochten kan men het beste in de droge winters
maken.
De flora en fauna is opvallend. De kaneelplant komt hier voor. Passiflora organensis en Passiflora actinia zijn passiebloemen, die endemisch zijn in dit gebied.
De zuidelijke boommiereneter, de poema, de wijnborstamazone en de zwartmaskergoean zijn enkele van de diersoorten die hier in het wild voorkomen.

## Toerisme
De rotsformaties bieden bergsporters uit de hele wereld uitstekende klim- en wandelmogelijkheden. De zuidwestkant van de Pedra do Sino, met 2263 m het hoogste punt van Serra dos Órgãos, geldt als een van de moeilijkste klimwanden van Brazilië. Daarnaast zijn er ook talloze trektochtmogelijkheden, waaronder de klassieke 30 km lange “Travessía” van Petrópolis naar Teresópolis dwars door de Serra dos Órgãos. Deze weg is voor het normale publiek afgesloten.
Bij de parkingang in een voorstad van Teresópolis bevindt zich het museum Museu Martius dat ter ere van de Duitse botanicus Carl Friedrich Philipp von Martius werd opgericht.